# Sainte-Suzanne (ort i Haiti, Nord-Est, lat 19,58, long -72,08)
Sainte-Suzanne är en ort i Haiti.   Den ligger i departementet Nord-Est, i den nordöstra delen av landet, 120 km norr om huvudstaden Port-au-Prince. Sainte-Suzanne ligger 356 meter över havet och antalet invånare är 25 492.
Terrängen runt Sainte-Suzanne är huvudsakligen kuperad, men åt nordost är den platt. Runt Sainte-Suzanne är det ganska tätbefolkat, med 239 invånare per kvadratkilometer. Sainte-Suzanne är det största samhället i trakten. Omgivningarna runt Sainte-Suzanne är en mosaik av jordbruksmark och naturlig växtlighet.